# Channa bankanensis
Channa bankanensis är en fiskart som först beskrevs av Pieter Bleeker 1852.  Channa bankanensis ingår i släktet Channa och familjen Channidae. Inga underarter finns listade i Catalogue of Life.